# ويليام إتش ويستون جونيور
ويليام إتش ويستون جونيور (بالإنجليزية: William Henry Weston)‏ هو عالم نبات أمريكي، ولد في 1890 في نيويورك في الولايات المتحدة، وتوفي في أغسطس 1978.